# Cantone di Valence-sur-Baïse
Il Cantone di Valence-sur-Baïse era una divisione amministrativa dell'arrondissement di Condom.
A seguito della riforma approvata con decreto del 26 febbraio 2014, che ha avuto attuazione dopo le elezioni dipartimentali del 2015, è stato soppresso.

## Composizione
Comprendeva i comuni di:
- Ayguetinte
- Beaucaire
- Bezolles
- Bonas
- Castéra-Verduzan
- Justian
- Lagardère
- Larroque-Saint-Sernin
- Maignaut-Tauzia
- Roquepine
- Roques
- Rozès
- Saint-Orens-Pouy-Petit
- Saint-Paul-de-Baïse
- Saint-Puy
- Valence-sur-Baïse